# Gloria Hooper (lekkoatletka)
Gloria Hooper (ur. 3 marca 1992 w Villafranca di Verona) – włoska lekkoatletka ghańskiego pochodzenia specjalizująca się w biegach sprinterskich.
Odpadła w eliminacjach biegu na 200 metrów podczas mistrzostw świata juniorów w Moncton (2010). W 2011 na mistrzostwach Europy juniorów była siódma w biegu na 200 metrów oraz wraz z koleżankami z reprezentacji sięgnęła po srebrny medal w sztafecie 4 × 100 metrów. Uczestniczka mistrzostw Europy w 2012. W tym samym roku odpadła w eliminacjach na 200 metrów podczas igrzysk olimpijskich w Londynie. Zdobywczyni dwóch brązowych medali młodzieżowych mistrzostw Europy w Tampere (2013). Uczestniczka mistrzostw świata w Moskwie w 2013. Na półfinale zakończyła udział podczas rozgrywanych w Belgradzie halowych mistrzostwach Europy (2017). Medalistka mistrzostw Włoch oraz reprezentantka kraju na drużynowych mistrzostwach Europy.
Będąca na drugiej zmianie w sztafecie 4 × 100 metrów, w 2019 roku wynikiem 42,90 ustanowiła rekord kraju w tej konkurencji.
Rekordy życiowe: bieg na 60 metrów (hala) – 7,29 (2016); bieg na 100 metrów (stadion) – 11,24 (2021) / 11,23w (2021); bieg na 200 metrów (stadion) – 22,89 (2016).